# 张译
张译（1978年2月17日—），本名张毅，黑龙江省哈尔滨市人，中国大陆影視男演员，一级演员。

## 生平
1978年2月17日，张译出生在黑龙江省哈尔滨市的一个教师家庭，父亲年轻时是一名文艺青年，他从小受到耳濡目染。1994年起，张译连续两年报考北京广播学院，未被录取，成为待业青年。1996年，自费考入哈尔滨话剧院。1997年，报考军艺、中戏表演系，以及上戏，均未录取。同年，考入北京军区政治部战友话剧团。在话剧团期间，张译曾外出跑剧组四年，但未获得任何出演角色的机会。在剧场和片场做过场记、剧务、主持人、配音演员等工作。他视康洪雷为“伯樂”，于2005年出演他导演的电视剧《民工》。因康洪雷的制片人进入《乔家大院》剧组，结识胡玫导演，出演该剧。2006年，张译退伍。同年，因出演康洪雷导演的电视剧《士兵突击》中的班长“史今”一角获得关注。2010年，第一次出演电影《建党伟业》。
2012年他憑话剧《我和我的同学》获得中国话剧金狮奖表演奖。2015年9月19日，因在电影《亲爱的》中表演获得第30届中国电影金鸡奖最佳男配角奖。2017年因电影《追凶者也》获得中国电影导演协会最佳男演员奖、第24届北京大学生电影节最佳男演员奖；2017年凭借电视剧《鸡毛飞上天》荣获第23届上海电视节白玉兰奖最佳男主角奖、第12届中国金鹰电视艺术节暨第29届中国电视金鹰奖观众喜爱男演员奖。并著有散文集《不靠谱的演员都爱说如果》。
2018年，主演中国首部现代化海军题材电影《红海行动》全国上映，以36亿的票房成绩，荣登2018春节档票房第一名，位列中国华语影史票房亚军（截止2018年）。4月12日，参与出演由贾樟柯导演的电影《江湖儿女》入围第71届戛纳国际电影节主竞赛单元；10月14日，获得第12届中国金鹰电视艺术节、第29届中国电视金鹰奖观众喜爱男演员奖。
2019年，担任男主的剧情电影《一秒钟》入围第69届柏林国际电影节主竞赛单元；9月30日，主演的电影《我和我的祖国》 上映 ，张译凭借“两弹一星”工程的科研人员高远一角，在2023年5月23日，获得第18届中国电影华表奖优秀男演员奖。
2021年4月30日，领衔主演由张艺谋执导的谍战影片《悬崖之上》上映；12月30日，凭借《悬崖之上》获得第34届中国电影金鸡奖最佳男主角。
2022年7月30日，张译凭借《悬崖之上》获得第36届大众电影百花奖最佳男主角奖。
2023年1月14日，领衔主演的刑侦剧《狂飙》播出，张译在剧中饰演从意气风发到满头白发都还坚守在反黑岗位上的刑警安欣，并提名第28届上海电视节白玉兰奖最佳男主角奖。同年12月15日，其主演的电影《三大队》上映，并于2025年4月27日获得第20届华表奖优秀男演员奖，二度封帝。张译随后表示，他在得奖后将暂时退出影坛。

## 家庭
张译妻子是中央人民广播电台主持人钱琳琳。

## 影视作品

### 电视剧
| 首播年份 | 剧名             | 角色           | 备注                 |
| 2001年   | 给点阳光就灿烂   |                | 龙 套                |
| 2001年   | 中国仪仗兵       |                | 龙 套                |
| 2001年   | 我们的连队       | 蔡 新          | 龙 套                |
| 2001年   | 永存我心         |                | 龙 套                |
| 2002年   | 全时空接触       |                | 龙 套                |
| 2005年   | 民工             | 郭振东         |                      |
| 2006年   | 沙场点兵         |                | 龙 套                |
| 2006年   | 乔家大院         | 长顺           |                      |
| 2006年   | 士兵突击         | 史今           |                      |
| 未播出   | 碧海深沉         | 林进强         | 2006年拍攝           |
| 2007年   | 军刀             | 张伟           |                      |
| 2007年   | 幻想之旅         | 警察           | 又名:末路天堂        |
| 2008年   | 青春正步走       | 刘富刚         | 又名《特战DR师》     |
| 2009年   | 我的团长我的团   | 孟烦了         |                      |
| 2009年   | 三七撞上二十一   | 乔锐           |                      |
| 2009年   | 生死线           | 何莫修         |                      |
| 2010年   | 枪声背后         | 高青山         |                      |
| 2010年   | 雷人老范         | 方建军         | 特别出演             |
| 2010年   | 兵团岁月         | 乔海洋         |                      |
| 2011年   | 钢铁年代         | 边立明         |                      |
| 2011年   | 雪花那个飘       | 赵长天         |                      |
| 2011年   | 掌门女婿         | 张勇生         |                      |
| 2011年   | 新上门女婿       | 田冲           |                      |
| 2012年   | 北京爱情故事     | 石小猛         |                      |
| 2012年   | 温州一家人       | 周麦狗         |                      |
| 2013年   | 抹布女也有春天   | 吴桐           |                      |
| 2013年   | 失恋33天         | 葛先生         | 客串                 |
| 2013年   | 辣妈正传         | 元寶           |                      |
| 2014年   | 屌丝日记         | 妇产科医生     | 網絡劇(客串)         |
| 2014年   | 一仆二主         | 驴肉火烧店老板 | 客串                 |
| 2014年   | 好男儿之情感护理 | 郝有旺         | 兼任編劇             |
| 2015年   | 虎妈猫爸         | 保安           | 客 串                |
| 2015年   | 嫁个老公过日子   | 甄好           |                      |
| 2015年   | 老婆大人是80后   | 土豪           | 客串                 |
| 2016年   | 女不强大天不容   | 高飞           |                      |
| 2016年   | 好家伙           | 芦焱           | 2012年拍攝           |
| 2017年   | 守护丽人         | 陈曦           |                      |
| 2017年   | 鸡毛飞上天       | 陈江河         |                      |
| 2019年   | 我的亲爹和后爸   | 李梁           | 兼任總監製           |
| 2019年   | 光荣时代         | 郑朝阳         |                      |
| 2020年   | 重生             | 秦驰           | 网络剧，兼任藝術總監 |
| 2022年   | 重生之门         | 罗坚           | 网络剧               |
| 2023年   | 狂飙             | 安欣           | 兼任藝術總監         |
| 2023年   | 他是谁           | 衛國平         |                      |
| 2023年   | 欢颜             | 章加义         | 网络剧               |
| 2024年   | 九部的检察官     | 雷旭           | 网络剧               |
| 2025年   | 以法之名         | 洪亮           |                      |
| 待播     | 太白傳奇         | 杜 甫          | 2009年拍攝           |
| 待播     | 国家行动         | 徐望东         | 2016年拍攝           |

### 电影
注：「电视电影」所標示之日期為CCTV-6首播日期
| 上映年份 | 电影名               | 角色           | 备注         |
| 2001年   | 刑警张玉贵的队长生活 | 周兴           | 电视电影     |
| 2002年   | 京都女警官           |                | 电视电影     |
| 2003年   | 刑警张玉贵之执法者   | 周兴           | 电视电影     |
| 2006年   | 双行线               | 刘建林         |              |
| 2011年   | 建党伟业             | 周佛海         |              |
| 2012年   | 匹夫                 | 高栋梁         |              |
| 2012年   | 搜索                 | 张沐           |              |
| 2013年   | 越来越好之村晚       | 耿山喜         |              |
| 2014年   | 亲爱的               | 韩德忠         |              |
| 2014年   | 黄金时代             | 蒋锡金         |              |
| 2015年   | 一路惊喜             | 猴子           |              |
| 2015年   | 山河故人             | 張晉生         |              |
| 2015年   | 小王子               | 商人           | 配音         |
| 2015年   | 回到被爱的每一天     | 姜和           |              |
| 2015年   | 老炮儿               | 城管张队       | 客串         |
| 2016年   | 一切都好             | 管清老公       | 客串         |
| 2016年   | 奔爱                 | 周宏毅         |              |
| 2016年   | 过年好               | 李二毛         |              |
| 2016年   | 追凶者也             | 董小凤         |              |
| 2016年   | 我不是潘金莲         | 賈聰明         |              |
| 2016年   | 少年                 | 张建宇         |              |
| 2017年   | 绣春刀2：修罗战场    | 陆文昭         |              |
| 2017年   | 妖铃铃               | 王保健         |              |
| 2018年   | 红海行动             | 杨锐           |              |
| 2018年   | 江湖儿女             | 奉节酒楼食客乙 | 客串         |
| 2019年   | 攀登者               | 曲松林         |              |
| 2019年   | 我和我的祖国         | 高遠           |              |
| 2020年   | 八佰                 | 老算盘         |              |
| 2020年   | 我和我的家乡         | 姜前方         | 單元主演之一 |
| 2020年   | 金刚川               | 张飞           |              |
| 2020年   | 一秒钟               | 张九声         |              |
| 2021年   | 懸崖之上             | 张宪臣         |              |
| 2021年   | 燃野少年的天空       | 花车司机       | 客串         |
| 2021年   | 峰爆                 | 縣長凌旭峰     | 客串         |
| 2022年   | 狙击手               | 连长           | 特別出演     |
| 2022年   | 万里归途             | 宗大伟         |              |
| 2023年   | 满江红               | 何立           |              |
| 2023年   | 无价之宝             | 石振邦         |              |
| 2023年   | 刀尖                 | 金深水         |              |
| 2023年   | 三大队               | 程兵           |              |
| 2024年   | 第二十条             | 张主任         |              |
| 2024年   | 狗阵                 | 团长           |              |
| 2026年   | 转念花开             |                |              |
| 待上映   | 蛮荒禁地             |                |              |
| 待上映   | 她杀                 |                |              |
| 待上映   | 惊蛰无声             |                |              |

## 舞台作品
戏剧
- 《支委会》
- 《战斗间隙》
- 《爱尔纳·突击》
- 《绿荫里的红塑料桶》
- 《来自五连五班的调查报道》
- 《突围》
- 《樱桃园》飾 大学生彼嘉 (中国大陆、新加坡)
- 《我和我的同学》中国话剧金狮奖表演奖
- 国家大剧院版·歌剧《洪湖赤卫队》

小品及戏剧片段
- 美丽的草原我的家（2000年全军比赛一等奖、2001年全国比赛二等奖）
- 人老需有伴儿、逃学侠客游、战争狂人、离婚之后、今晚电视台要报道我们科研组、考场风云录、小站情、真心英雄
- 野山、北京人、虎符、雷雨、天下第一楼、原野、情感操练、大雪地、万水千山、天边有一簇圣火、风铃、红磨坊、榆树下的欲望、故去的亲人、和天使在一起的二十分钟悲悼、物理学家、征友启示、奥古斯都斯尽了本分、饥饿海峡等

## 声音作品
广播剧
柳河情、山下那片红房子、山外有个世界、浪花飞过、夜渡微山湖、太阳花、两岸情缘、北风吹、山乡风云、我的采访日记、大墙里的春天、边防团长、沙海惊涛(19集)、家有高官、星星点灯、音乐之魂、军营挚爱、零点起飞、西街故事、魏公村路七号、父女情缘、佛头回归记、情定奇缘、太平洋大逃杀
长篇小说联播
中央人民广播电台——戎装女人
纪录片解说
北京电视台——走进南韩继
中央电视台第一频道——东方时空·纪事之军鼓如歌
中央电视台第七频道——军营风景线、之岁月寻珍(2002年三至十月每周一期)
中央电视台军事栏目《国庆五十周年大阅兵》纪录片——袁大嗓、陆航雄风、未启动的应急方案、在将军身边
中央电视台“子午书简”栏目——《士兵突击》

## 文学作品
戏剧文学
- 双簧《说三国》
- 短剧《婚假七天》
- 短剧《文小姐·武将军》【刊载于《剧本》月刊2004-2】
- 短剧《战斗间隙》【获2003年度全国人口文化文艺作品银奖、全军“抗非典”优秀作品奖】
- 话剧《宗贵兄弟》
- 广播剧《红一连》
- 电影剧本《早早归来》《深爱如海》《天广街审判》《时间童话》《燃烧的高原》
- 电视剧本《穿越黑网》《6037》
- 教学剧本《快捷汉语故事(100集)》
- 故事集《不靠谱的演员都爱说如果》

## 奬項
- 2010中国电视榜“最深入人心电视形象大奖”
- 2011搜狐盛典“最具突破演员奖”
- 2012年第一届金海峡国际微电影节最佳男演员奖
- 2012年中国戏剧文化奖话剧金狮奖表演奖
- 2013年国剧盛典 年度人物
- 2015年金鸡奖 电影《亲爱的》最佳男配角
- 2016年第33届大众电影百花奖最佳男配角奖提名
- 2016年腾讯星光大赏最佳电影角色塑造男演员
- 2017年第二届中德电影节最佳男演员奖
- 2016年度中国电影导演协会奖年度男演员（追凶者也）
- 2018年第18届华语电影传媒大奖年度男配角（绣春刀2：修罗战场）
- 2021年第12屆青年電影手冊年度盛典年度男演員《一秒鐘》
- 2021年第15屆亞洲電影大獎最佳男主角《一秒鐘》提名
- 2021年第34届中国电影金鸡奖最佳男主角（悬崖之上）
- 2022年第36届大众电影百花奖最佳男主角（悬崖之上)
- 2023年第18屆中國電影華表獎优秀男演员（我和我的祖国）
- 2023年第28屆上海電視節白玉蘭獎最佳男主角（狂飆）（入圍）
- 2025年第20屆中國電影華表獎优秀男演员（三大队）